# Pál Turán

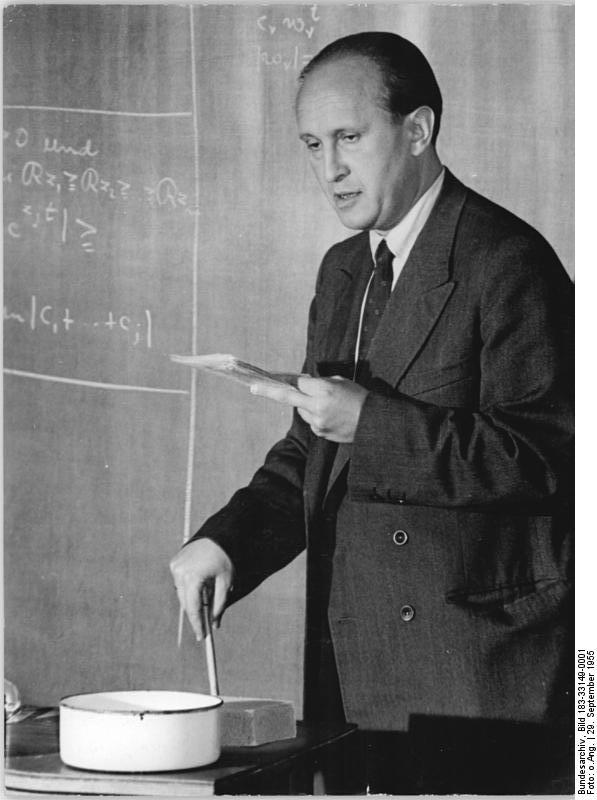
Pál Turán in 1955

Pál Turán (Boedapest, 18 augustus 1910 – aldaar, 26 september 1976):271 ook bekend als Paul Turán, was een Hongaars wiskundige die voornamelijk in de getaltheorie werkte. Hij onderhield een langdurige samenwerking met de eveneens Hongaarse wiskundige Paul Erdős, die 46 jaar duurde en resulteerde in 28 gezamenlijk gepubliceerde artikelen.

## Levensloop
Turán werd op 18 augustus 1910 geboren in een Joods gezin in Boedapest.:271 Turán en Erdős werkten tegelijkertijd als bijdragers voor het tijdschrift KöMaL (Középiskolai Matematikai és Fizikai Lapok). Hij ontving een docentschap aan de Universiteit van Budapest in 1933 en zijn doctorschap onder Lipót Fejér in 1935 aan deze universiteit.:271
Vanwege zijn joodse afkomst viel Turán onder het numerus clausus systeem in Hongarije, en kon hij een aantal jaren geen universiteitsbaan krijgen.
Turán overleed in Budapest op 26 september 1976:271 aan de gevolgen van leukemie, 66 jaar oud.:8

## Werk
Turán werkte voornamelijk in de getaltheorie:4, maar deed ook veel werk in de wiskundige analyse en de grafentheorie. 

### Analyse
Veel van Turáns werk in analyse was verbonden met zijn werk in getaltheorie. Daarbuiten bewees hij Turán's ongelijkheden met betrekking tot de waarden van de Legendre-polynomen voor verschillende indices, en, samen met Paul Erdős, de Erdős-Turán equidistributie ongelijkheid.

### Grafentheorie
Erdős schreef over Turán: "In 1940-1941 creëerde hij het gebied van extremale problemen in de grafentheorie dat nu een van de snelst groeiende onderwerpen in de combinatoriek is." Het vakgebied is tegenwoordig beter bekend als 'extremal graph theory'. Het bekendste resultaat van Turán op dit gebied is de grafentheorema van Turán, dat een bovengrens geeft aan het aantal randen in een graaf die niet de volledige graaf Kr als subgraaf bevat.

### Machtensommethode
Turán ontwikkelde de machtensommethode om aan de Riemann-hypothese te werken. Naast toepassingen in de analytische getaltheorie is het gebruikt in complexe analyse, numerieke analyse, differentiaalvergelijkingen, transcendentale getaltheorie en het schatten van het aantal nulpunten van een functie in een schijf.